# 上海共同租界

上海共同租界旗。中央の円の中には各国の国旗が描かれており左上に英、米、仏、独、右上に露、丁、伊、葡、下部に瑞、墺、西、蘭の旗になっている。日本の旗はない。表記されているラテン語は「全て（の国）が一つの仲間に」の意

上海共同租界の位置。赤色の部分が共同租界。肌色の部分はフランス租界。

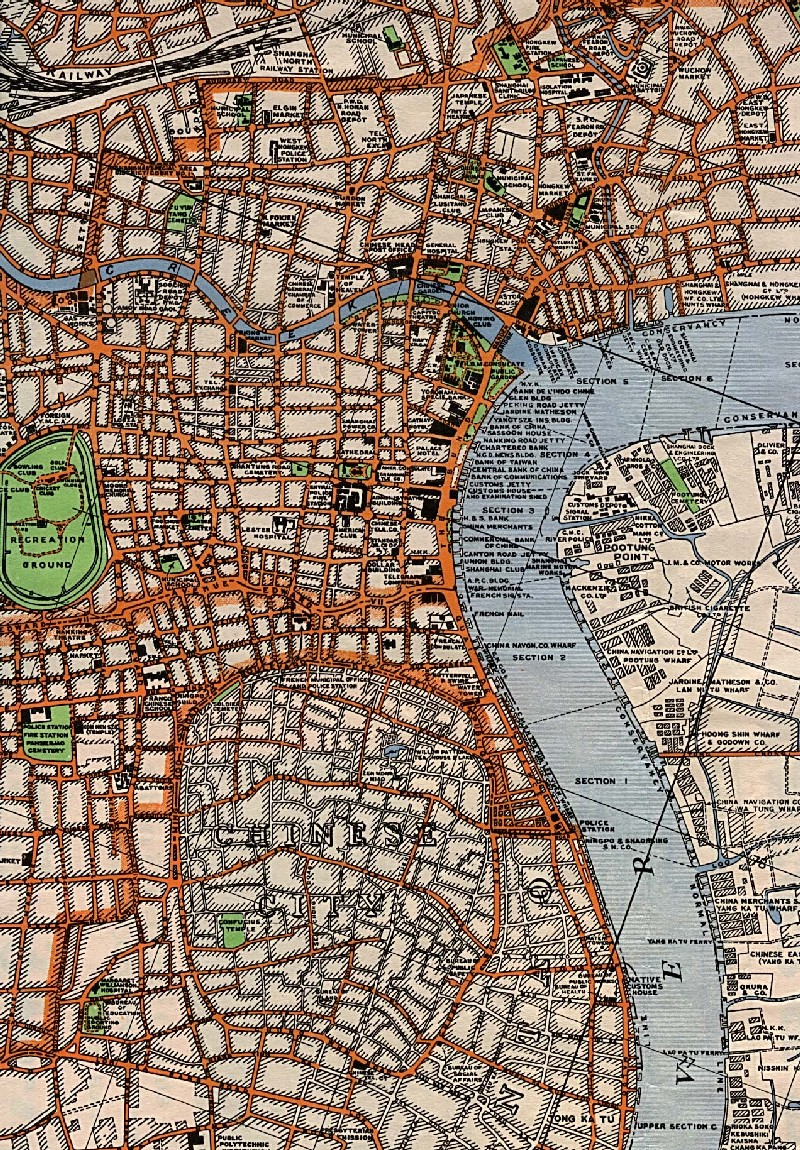
上海の地図

上海共同租界（シャンハイきょうどうそかい、英: Shanghai International Settlement、中: 上海公共租界）は、中国の上海に置かれていた上海租界のうち、フランス租界を除いた数カ国が管理していた共同租界。1842年の南京条約にもとづき同11月から12月にかけて設定され1943年まで続いた。

## 概要
当初は上海市議会（工部局）が上海で米英の租界を管理し、工部局はイギリスで地方自治体を指す「Board of works」からきている。工部局は1854年に既存の英国租界と米国租界をまとめて管理するために再組織され、その後日本がこれに加わり、イギリス5人、日本とアメリカにより2人ずつの計9人の参事会員が選出され上海共同租界を運営していた。
租界は完全に列強を中心とした外国が制御しており、工部局には日本、イギリス、アメリカ、ニュージーランド、オーストラリア、デンマークが各々の国の国籍を持つ職員を置いていた。中国人が工部局のメンバーに参加したのは、中国国民党の蔣介石が中華民国を統治するようになった1928年のことである。
参事会員の中でも1920年代まで議長を務めていたアメリカ人のスターリング・フェッセンデンは最も特筆に価する。更に上海が最も荒れていた時代に租界の理事をも務めており、議会にいたイギリス人よりも「イギリス人」として知られていた。
工部局は国家を代表して共同租界の駐在官と共に、南京路を中心に建築や公共施設を建設した。香港警察が出向して設立された上海共同租界工部局警務処が独自の警察力を維持し、万国商団と呼ばれる独自の軍事力も持つに至った。多くの外国人がいた名残が今でも上海の多くの場所や建物に残っており、特にバンドは新古典主義建築の建築物が多く残っている。

### 拡大
太平天国の乱以降、中国人の流入が増えると、それに対処するため共同租界は何度かに分けて拡大を続けた。1893年と1899年に拡大を行い22.59平方kmの範囲を持つに至った。しかし、人口は爆発的に増えたために解決策にはならなかった。
また越界路を通して更に工部局の支配地域が広がっていった。
上海共同租界は隣にあったフランス租界と違い単独の国の所有ではなかった。フランス租界はフランス植民地帝国の一部で、フランス領インドシナ総督府の命令の下にあった。このような複雑な要因から上海工部局はかなり独立した自治を行っていたが賢明だったとは言えない。1920年に起こった事件のうち、特に1925年5月30日の中国人デモ行進では工部局警察の一員がデモ隊を撃ち、中国人が反発、中国での列強の立ち位置を脅かし、当惑させた（五・三〇事件）。前近代的な暴動鎮圧方法を反省し、上海租界警察のウィリアム・E・フェアバーンとエリック・A・サイクスはSWATの原型ともいえる特殊部隊を編成してフェアバーン・システムを確立した。
1930年代には、日本などに対するテロ事件が頻発した。1935年には中山水兵射殺事件が、1936年にも別の日本人水兵銃撃事件が起きた。1935年当時の上海には28,000人の日本人居留民が暮らしていた。
国共内戦が激化すると、多数の中国人が内戦から逃れ、或いはより良い経済状況を目指して共同租界に定住し始めた。1932年には、租界には百万を超える中国人が住み着き、1937年に第二次上海事変が勃発すると40万人の中国人たちが安全を求めてこの地域に逃げてきた。さらには、ユダヤ人迫害政策を取るナチ党政権下となったドイツの迫害を逃れてやってきた多くのユダヤ人たちに無条件で避難所として提供され、ユダヤ人たちは「無国籍難民限定地区」と言われる地域に集まり非常に人口密度が高い状態になった。

### 撤廃
この租界の撤廃については第二次世界大戦中の各国の思惑から二重に行われることになった。イギリス人とアメリカ人の影響は、実質的には1941年12月8日の日本軍による上海占領と太平洋戦争開戦によって終わっていた。上席の連合国派の職員と評議員はその職から解任されたにもかかわらず、多くの連合国は1943年に抑留されるまで職の管理存続に動いていた。しかし、この租界は1943年2月に英中友好条約によって形式上、イギリスから中国国民党の蔣介石に租界を「返還」している。しかし日本軍と戦っていた蔣介石はこの時期上海を統治しておらず、これはあくまで形式上のものであった。
一方で1943年7月、上海市議会（工部局）の日本人の画策で租界は日本と関係の深い汪兆銘政権下の上海特別市政府に返還された。太平洋戦争後、中国国民党率いる中華民国政府の統治下になった際に、この返還事業の清算委員会が慌てて譲渡の詳細について会談した跡が残っている。工部局庁舎だった建物は現存している。
その後国共内戦で中国国民党が敗北し、中国国民党が台湾に脱出した。中国共産党率いる中華人民共和国が設立された1949年以降は、市政府（工部局）は中国共産党の選んだ上海市長の下におさまった。